# Hasegawa Nyozekan
Hasegawa Nyozekan est un nom japonais traditionnel ; le nom de famille (ou le nom d'école), Hasegawa, précède donc le prénom (ou le nom d'artiste).
Hasegawa Nyozekan (如是閑 長谷川, Nyozekan Hasegawa) (30 novembre 1875 - 11 novembre 1969), nom de plume de Hasegawa Manjirō, est un critique social et journaliste japonais considéré comme l'un des partisans les plus importants et les plus lus du libéralisme et de la démocratie dans le Japon de l'entre-deux-guerres.

## Biographie
Né dans le district de Fukagawa à Tokyo, Nyozekan est le fils de Yamada Tokujirō. Il est adopté dans la famille de sa grand-mère paternelle et est rebaptisé du nom de Hasegawa. Il étudie le droit à l'école Hōgakuin de Tokyo (actuelle université Chūō) et est diplômé de droit pénal en 1898. Il est embauché par Kuga Katsunan comme journaliste en 1903 pour le journal Nihon. En 1907, il est repéré par Miyake Setsurei (en) et entre au magazine Nihon oyobi Nihonjin (« Le Japon et les Japonais »). Quelques années plus tard, il retourne au journalisme en entrant au Asahi Shinbun à Osaka.
Ses écrits révèlent ses tendances politiques gauchistes et, en 1918, il démissionne pour protester de la censure du journal par le gouvernement.
En 1919, Nyozekan et un autre journaliste libéral, Ikuo Oyama, fondent le magazine politique Warera (« Nous »), dans lequel ils cherchent à promouvoir l'idée d'une réforme politique et d'une démocratie sociale, tout en luttant contre le militarisme et l'ultranationalisme grandissant au Japon. En 1932, il publie l'un de ses plus importants travaux, Nihon fuashizumu hihan (« Critique du fascisme japonais »), une analyse du phénomène grandissant du « fascisme japonais ».
Avec l'augmentation de la répression gouvernementale et de l'application des lois de préservation de la paix au milieu des années 1930, Nyozekan est arrêté et passe une brève période en prison. Cela l'incite à adopter un style plus discret, affirmant que le peuple japonais et la culture nationale sont intrinsèquement libéraux, rationnels et démocratiques, et comparables au libéralisme classique britannique. Bien qu'il soit forcé de garder profil bas, il est toujours resté un opposant au militarisme et au totalitarisme.
À la surprise de beaucoup, et bien que Hasegawa ait écrit des essais pour arguer que le journalisme doit rester neutre et en dehors de la politique, il écrit également en faveur de la sphère de coprospérité de la grande Asie orientale, dans laquelle il voit le potentiel d'un développement économique et culturel de l'Asie sous influence asiatique, plutôt qu'européenne.
En 1946, Hasegawa devient membre de la Chambre des pairs pour sa dernière session avant l'abolition de la constitution Meiji. En 1947, il est élu à l'Académie japonaise des arts, et en 1948, il reçoit l'Ordre de la Culture par le gouvernement japonais.
Sa tombe se trouve au temple Seirin-ji à Tokyo.

## Liste des œuvres traduites en français
1921 : Le Cornac, nouvelle traduite par Serge Elisséev dans Neuf nouvelles japonaises, G. Van Oest, 1924 (rééditions Le Calligraphe-Picquier, 1984 et Editions Philippe Picquier, 2000).
1921 : La Fille du café, nouvelle traduite par Serge Elisséev dans Le Jardin des pivoines par Nagaï Kafû suivi de cinq récits d’écrivains japonais contemporains, Au Sans Pareil, 1927.